# Metatrichia lophyrosoma
Metatrichia lophyrosoma är en tvåvingeart som först beskrevs av Speiser 1920.  Metatrichia lophyrosoma ingår i släktet Metatrichia och familjen fönsterflugor. Inga underarter finns listade i Catalogue of Life.